# Кассел, Филипп
Фи́липп Ка́ссел (англ. Philip Kassel; 26 сентября 1876, Германия — 26 мая 1959) — американский гимнаст и легкоатлет, чемпион летних Олимпийских игр 1904.
На Играх 1904 в Сент-Луисе в гимнастике Кассел участвовал в трёх дисциплинах. Он стал первым в командном первенстве и выиграл золотую медаль. Также он занял 11-ю позицию в личном первенстве и 19-ю в первенстве на 9 снарядах.
В лёгкой атлетике Кассел соревновался только в троеборьи, в котором он занял 6-е место.